# Victoria Olguín
María Victoria Olguín Pol (Cochabamba, Bolivia; 17 de julio de 1999) es una modelo y reina de belleza boliviana. Olguín actualmente es Miss Cochabamba 2023 y representó a su departamento en el Miss Bolivia 2023 donde resultó ganadora del título Miss Grand Bolivia 2023 con el cual participará en el certamen de belleza Miss Grand Internacional 2023 representando a Bolivia.

## Vida personal
Olguín nació y se crio en Cochabamba. Es hija de Óscar Olguín y Victoria Pol. Victoria asistió y es egresada de la Universidad Católica Boliviana con el título de Lic. en Administración de Empresas.

## Pasarelas

### Miss Cochabamba 2023
El jueves 9 de marzo, Olguín fue coronada como Miss Cochabamba 2023 así obteniendo el derecho de representar a Cochabamba con el título de Miss Cochabamba 2023.

### Miss Bolivia 2023
El sábado 1 de Julio, Victoria compitió contra 27 candidatas de distintas partes del país para así poder llevarse el título de Miss Bolivia 2023, en dicho evento logró consagrarse con el título de Miss Grand Bolivia 2023.

### Miss Grand International 2023
El miércoles 25 de octubre, desde Phú Thọ Indoor Stadium, ubicado en la ciudad Ciudad Ho Chi Minh, Vietnam; Victoria participó en el certamen Miss Grand Internacional 2023 compitiendo contra 69 candidatas sin lograr un puesto entre las 20 finalistas del concurso. En actividades previas a la noche final, Victoria logró figurar entre las finalistas de traje de baño por votación del público.